# Kustprovinsen

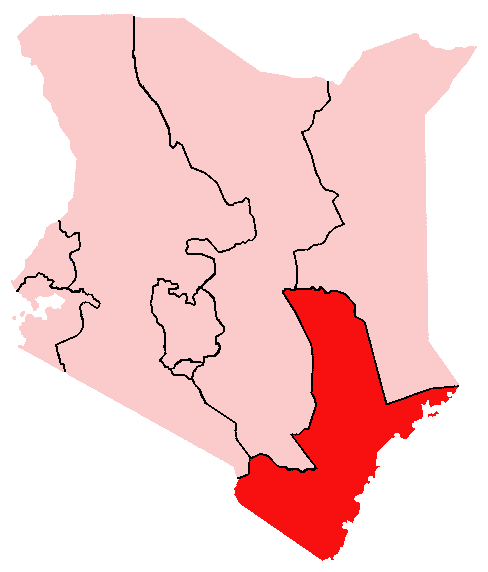
Karta med Kustprovinsen markerad.

Kustprovinsen (swahili: Mkoa wa Pwani; engelska: Coast Province) är en av Kenyas åtta provinser. År 2008 hade provinsen en beräknad folkmängd av 3 089 013 invånare, och ytan uppgår till 83 603 kvadratkilometer. Den administrativa huvudorten är Mombasa.
Nationalparker i provinsen är Arabuko Sokoke nationalpark, Kora nationalpark samt delar av Tsavo East nationalpark och Tsavo West nationalpark.